# Antequera (ensemble musical)
Pour les articles homonymes, voir Antequera (homonymie).
L'ensemble Antequera est un ensemble international de musique ancienne vocale et instrumentale, spécialisé dans la musique médiévale espagnole.

## Historique
L'ensemble Antequera joue les Cantigas de Santa Maria depuis plus de dix ans lorsqu'il leur consacre en 2001 un disque intitulé Eno nome de Maria, qui a reçu une critique élogieuse sur le site spécialisé AllMusic :

« With Johannette Zomer, Sabine van der Heyden, and Carlos Ferreira singing over Sarah Walden on vielle, Lucas van Gent on r'hab and flute à bec and René Genis on lute, and driven by the unstoppable two-percussion attack of Michèle Claude and Robert Siwak, Antequera is as convincing as Jordi Saval and Hespèrion XX were on their recording of the Cantigas. Higher praise cannot be imagined. »

« Avec Johannette Zomer, Sabine van der Heyden et Carlos Ferreira au chant, accompagnés de Sarah Walden à la  vielle, Lucas van Gent au rabab et à la flûte à bec et René Genis au luth, et emmenés par les percussions imparables de Michèle Claude et Robert Siwak, Antequera est aussi convaincant que Jordi Saval et Hespèrion XX ne l'étaient sur leur enregistrement des Cantigas. On ne peut imaginer plus grande louange. »

Tout au long de ces années, l'ensemble Antequera a développé une pratique d'interprétation basée sur l'improvisation, une nécessité dictée par le fait que les cantigas nous sont parvenues sans aucun renseignement sur la façon dont on les exécutait.

## Effectif
L'ensemble Antequera compte sept musiciens,, (accompagnés de la soprano Johannette Zomer pour l'enregistrement des Cantigas) :
- Sabine van der Heyden, chant et synfonie (vielle à roue)
- Carlos Ferreira Santos, chant
- Sarah Walden, vièle
- Lucas van Gent voice, rabâb et flûte à bec
- René Genis-Foulger, luth (qui a étudié le luth au Conservatoire Sweelinck avec Anthony Bailes et suivi les cours de Paul O'Dette[3])
- Michèle Claude, percussions
- Robert Siwak, percussions

## Discographie
- 1996 : Jews & Christians: Music in Mediaeval Spain[5]
- 2001 : Eno nome de Maria (Cantigas de Santa María d'Alphonse X le Sage), Alpha[1],[3],[4]